# 伊本·馬哲聖訓集
《伊本·馬哲聖訓集》（阿拉伯语：‎）是遜尼派六大聖訓集之一，作者是伊本·馬哲。

## 概述
《伊本·馬哲聖訓集》收錄了4,341段聖訓，分為1,515個章節及37冊。聖訓集收錄的聖訓大多數都是真實可信的，但亦摻雜了許多難以證實的聖訓。

## 觀點
由於伊本·馬哲沒有說明他的編纂方法，因此《伊本·馬哲聖訓集》在六大聖訓集當中的排位最低。此外，雖然艾布·達吾德及提爾米基與馬哲一樣有在他們的聖訓集裡收錄不可靠的聖訓，但他們有說明這些聖訓是不可靠，並呼籲讀者不要採納，馬哲則沒有對這些不可靠的聖訓加以澄清。有學者甚至以《伊瑪目馬立克聖訓集》或《達米里聖訓集》取代《伊本·馬哲聖訓集》在六大聖訓集裡的地位。
不過，《伊本·馬哲聖訓集》的章節鋪排合理、結構條理清晰，所以仍有一定的地位。伊斯蘭學者弗雷德里克·丹尼指出，聖訓集不應因為包含不可靠的聖訓而被輕視，因為這些聖訓提供了在《布哈里聖訓實錄》及《穆斯林聖訓實錄》找不到的寶貴資料。